# メキシカン・マフィア
メキシカン・マフィア （英：Mexican Mafia、西：Mafia Mexicana）、あるいはラ・エメ（La eMe、スペイン語で「Mの字（the M）」の意）は、アメリカ合衆国における体系化されたメキシコ系アメリカ人の犯罪組織である。名称とは裏腹に、メキシカン・マフィアはメキシコではなく米国カリフォルニア州の刑務所内を源流としており、メンバーも南カリフォルニアのストリート・ギャング出身者で構成されている。フロレンシア13（Florencia 13）などのスレーニョスは、13という数字をメキシカン・マフィアへの忠誠の証として用いている（アルファベットの13番目の文字はMであるため）。捜査当局は、ラ・エメがカリフォルニアの矯正施設内で最も強力なギャングであると報告している。政府当局は、現在155〜300の公式組員と、正組員になることを望んで彼らの違法行為に協力する990の関係者がいるとしている。

## 歴史
メキシカン・マフィアはロサンゼルスの近隣勢力とは異なり、1957年にマイケル・カーディエル（Michael Cardiel）と13のヒスパニックのストリートギャングの構成員たちによって結成された。彼等は皆、デューエル職業訓練機関（英語: Deuel Vocational Institution）（カリフォルニア州トレーシーの少年院（現在は成人用州刑務所となっている）に収監されたことがあった。当初は他の刑務所ギャングから身を守るための組織であった。ラ・エメの創設者ルイス・"Huero Buff"・フローレス（Luis "Huero Buff" Flores）はカリフォルニア州ハワイアン・ガーデンズ（英語: Hawaiian Gardens, California）のギャングの現役構成員であった。ヒスパニックの近隣ギャング間抗争は1950年代から60年代にかけて日常茶飯事であり、事実、ルイス・フローレスが、当初不可能だと思われていた、刑務所の中に入り込む彼らの競争を取り除く敵として地位を固めることができたほどであった。この必須要件は現在まで残っている。ホワイト・フェンス（英語: White Fence）、アヴェニューズ（英語: The Avenues (gang)）、クラントン14（フランス語: Clanton 14）、サン・フェル（San Fer）、ヴァリオ・ヌエヴォ・エストラーダ（英語: Varrio Nuevo Estrada）等のヒスパニックのストリートギャングは既に結成から20年近く経過しており、確固たる自立した存在になっていた。ルイス・フローレスは、最初はデューエル刑務所の闇市場を操れるような非常に恐れられる組織を作り上げようと、暴力的な構成員をギャングに登用していた。ラ・エメの構成員レイモン・“ムンド”・メンドーサ（Ramon "Mundo" Mendoza）は、全体的な目的は刑務所内を恐れさせ、服役中の刑務所内での快適さを満喫するためであったと主張する。

### 勃興
1961年までにデューエル刑務所内での暴力は、管理者が多数のラ・エメの構成員たちを暴力行為阻止のためサン・クエンティン州立刑務所に移送せねばならないほどに悪化していた。しかし、この作戦は失敗した。シャイアン・カデナがサン・クエンティンの下等刑務所に来ると、6.5フィート（約198cm）・300ポンド（約136kg）の黒人受刑者が彼の顔に口づけて、この痩せこけた10代の少年が彼の女（bitch）となったことを宣言した。カデナはしばらく後に戻ると、その疑うことを知らぬ捕食者へと歩み寄り、ジェイルハウス・ナイフあるいはシャンク（英語:  Shank (weapon)）（即席ナイフ）で彼を刺殺した。1,000を超す受刑者が刑務所にはいたが、いかなる証言も出てこなかった。ラ・エメの構成員による一連の殺人はすぐにサン・クエンティンの受刑者たちの間で噂となった。メキシカン・マフィアの完全な支配の追求は、彼らの傷害、殺人、時計・指輪・タバコなどの貴重品を狙った窃盗を快く思わない多くの他のメキシコ系の受刑者たちを遠ざけた。彼らの一部はラ・ヌエストラ・ファミリア（英語: La Nuestra Familia）（NF）あるいは我らが家族（Our Family）と呼ばれる新たな刑務所ギャングをひそかに設立した。これは最初は1960年代中期にカリフォルニア州ソレダード（英語: Soledad, California）の刑務所において設立されたものであった。初期の構成員はロサンゼルス出身であったが、NFはすぐに、主として北カリフォルニアの村落出身の囚人たちを引き寄せるようになった。メキシカン・マフィアはヌエストラ・ファミリアを劣等組織であり、「ただの農夫の集団」（farmeros）とみなした。しかしながら、1968年、メキシカン・マフィアの兵士（soldado）がヌエストラ・ファミリアの支持者から靴を1足盗んだことがきっかけで、サン・クエンティンで大規模な暴動が発生してしまう。19の受刑者が負傷し、ラ・エメの協力者1人が最終的に死亡した。「靴戦争（Shoe War）」として知られる抗争が始まり、ヌエストラ・ファミリアはラ・エメの最大の対抗勢力となった。

### ニュー・メキシカン・マフィア
ラ・エメとニュー・メキシカン・マフィアとは混同してはならない。1974年ごろ、アリゾナ州フローレンスの州刑務所のヒスパニック系受刑者の一団がメキシカン・マフィアとして知られる刑務所ギャングを結成した。アリゾナ更正課の刑務官は当時、カリフォルニア・メキシカン・マフィアができて数年経ってから、この一団が結成された情報を得た。アリゾナの刑務所システムの中に来たヒスパニックがカリフォルニア・メキシカン・マフィアの概念と哲学を持ち込んだ。1978年、メキシカン・マフィアは2つの組織に分裂した。一方は元々の哲学と体制を保持し、現在、彼らはオリジナル・メキシカン・マフィア（Original Mexican Mafia）、「カリファス・ファクション（Califas Faction）」、「エメ（EME）」などと呼ばれている。もう一方は1984年に顕在化したもので、彼らは新メキシカン・マフィア（New Mexican Mafia）と呼ばれている。互いに「メキシカン・マフィア」の呼称をアリゾナの刑務所の中で主張したため、結果として互いの構成員への暴行・殺人が起きることとなる。彼らは彼ら自身の規則を作り、組織構造を作り上げた。互いの構成員は会員と指導者に関する問題への投票が許されている。構成員によって認められた指導者は重要な問題を独断で決定する権力を持つ。そうした構成員の中には、かつてラ・エメの構成員だったものもいた。

## 文化
捜査当局は、ラ・エメが現在1人の指導者によって率いられているとは考えていない。多くのメキシカン・マフィアの構成員は、殺人や海外のその他多くの犯罪行為を命ずる権限を持っている。彼らにはそうした命令の実行を助ける1,000人近い協力者がおり、スレーニョスの構成員を理論的統制下に置いている。彼らは、窃盗や殺人を含めたラ・エメへの忠誠心のテストに加わることを期待している。命令無視あるいは任務失敗に対するペナルティは、多くの場合、死である。ギャングの規約によると、構成員は4つの主要な違反を犯した者もまた罰せられ、殺されるという。それは、密告者になること、同性愛行為をすること、卑怯な行為をすること、構成員に向かって無礼な行為を働くことである。ギャングの方策によると、メキシカン・マフィアの構成員は3人の構成員の投票による事前承認なしに殺人は行わないが、非構成員の殺害には公式の承認は必要ないという。
1960年代初めに、サン・クエンティン刑務所でルイス・フローレスとルディ・“シャイアン”・カデナがメキシカン・マフィアの構成員に血の誓約を定めた。その誓約が定められる前までは、メキシカン・マフィアの構成員は釈放後ストリート・ギャングに戻ることが許されていた。新たな誓約は、構成員がメキシカン・マフィアを抜ける唯一の手段は死であると定めた。フローレスとカデナはまたギャングの戒律も定めた。それは次のような方策を含んでいた、新たな構成員には現構成員による保証と、現構成員全員一致の承認が必要であること（もはや方策でない）、自分の家族よりもギャングの仲間を優先させること、捜査当局や非構成員の存在をメキシカン・マフィアの中から排除すること、他の構成員を尊重すること、収監前にあった路上での対立は水に流すこと、などである。ポリシーに違反したギャングの構成員の処刑は彼を保証した構成員が行わなければならなかった。ラ・エメは血により入り血により出る（ブラッド・イン・ブラッド・アウト、blood in blood out）の信条がある。つまり、入会には殺人や流血が必須であり、脱退しようとする者は全員殺されるのである。

### 規則
レンドン・エル42によると、次のような規則があるという。
1. "密告（Snitching）" 構成員は密告者になってはならない。
2. "卑怯（Cowardly）" 構成員は卑怯者になってはならない。
3. "構成員間の抗争禁止（No fighting among members）" 構成員は他の構成員に制裁以外で手を上げてはならない。
4. "無礼（Disrespecting）" 構成員は、他の構成員の妻や恋人との同衾も含め、他の構成員の家族に無礼を働いてはならない。
5. "窃盗（Stealing）" 構成員は他の構成員から盗んではならない。
6. "干渉（Interfering）" 構成員は他の構成員の問題に干渉してはならない[21]。

### 協力者と敵対者
メキシカン・マフィアは南カリフォルニアにおけるほぼ全てのヒスパニック系ギャングの組織を統括している。南カリフォルニアにおけるほぼ全てのヒスパニック系ギャングの構成員は死の恐怖の下で、メキシカン・マフィアからのいかなる命令をも遂行することを強いられている。メキシカン・マフィアはまたアーリアン・ブラザーフッドとも、刑務所内の共通の敵と戦うために緩い同盟関係にある。メキシカン・マフィアにとっての一番の敵はヌエストラ・ファミリアである。メキシカン・マフィアはまた、ラ・ヌエストラ・ファミリアと緩い同盟関係にある刑務所ギャングであるブラック・ゲリラ・ファミリーと対立関係にある。また、ブラッズやクリップスとも新たに対立するようになってきている。

### シンボル
メキシカン・マフィアのシンボルには黒い手が含まれる。かつて構成員たちにタトゥーによく用いられたシンボルは、交差させたナイフを囲む炎の輪に乗ったメキシコの国章（鷲と蛇）であった。また、メキシカン・マフィアに協力するストリート・ギャングはしばしば13という数字をギャングの仲間を表す印として用いる。なぜならば、「M」は現代のラテン由来アルファベットの13番目の文字だからである。

### 大衆文化において
メキシカン・マフィアは1992年の映画「アメリカン・ミー」で取り上げられたことでよく知られるようになった。この映画はエドワード・ジェームズ・オルモスが監督兼主役を務めることで制作された。彼はギャングを悪し様に描いたことで、メキシカン・マフィアから殺害予告を受けたという。この映画の2人のコンサルタントが映画公開直後に殺害されたが、それがメキシカン・マフィアによるものなのか、あるいは怒りを買って殺害予告が出されていた直近の解雇によるものなのかは明らかになっていない。メキシカン・マフィアはロドルフォ・カデナ（英語: Rodolfo Cadena）（劇中のサンタナのモデル）殺害がギャングの構成員によるものと描写したことに怒りを覚えたという。メキシカン・マフィアはまた、登場人物の1人パペットが、後半に兄リール・パペットがラ・エメを侮辱したことで殺害し、同性強姦を行ったことにも怒ったという。オルモスは後に拳銃を隠し持つことの許可を申請したが、却下された。また、殺人の罪でペリカン・ベイ州刑務所（英語: Pelican Bay State Prison）に収監されたが未だ存命であったジョー・モーガン（Joe Morgan）は、主要登場人物の1人に自分を許可なくモデルに使ったとして、オルモスとユニバーサル・スタジオと他のプロデューサーたちに対して50万ドルの訴訟を起こした。
日本では、劇画「ゴルゴ13」第125巻『血まみれの刑務所』において、ラ・エメをモデルにしたと思われる「R」が登場する。

## 犯罪行為
連邦捜査局によると、メキシカン・マフィアは白人系刑務所ギャングであるアーリアン・ブラザーフッドの行う契約殺人の準備を行っているという。 メキシカン・マフィアとアーリアン・ブラザーフッドは互いにアフリカ系アメリカ人のギャングであるブラック・ゲリラ・ファミリーを共通の敵としている。同性愛者はラ・エメの入会が禁じられているが、一方で刑務所内では彼らによって同性への売春が行われている。ロサンゼルスのハイランド・パーク（ロサンゼルス）（英語: Highland Park, Los Angeles）地区のアヴェニュー・ギャングによる路上での殺人の多くは、メキシカン・マフィアの命令によって行われるものである。メキシカン・マフィアは刑務所の内外における多様な犯罪行為にかかわっているが、主要な財源は刑務所外の薬物販売者からのみかじめ料と刑務所内外での麻薬販売である。1992年にラ・エメのスレーニョスに対する影響力を捜査当局に明らかにさせる事例があった。著名なメキシカン・マフィアの指導者であるジョー・モーガンが、走行中の車からの銃撃をこれ以上行わないようにスレーニョスに命令した。すると、命令が出た1992年の4月から9月まで、車からの銃撃事件は、それで悪名高かったロサンゼルス東部においてぴたりとなくなったという。

### 1970年代
ラ・エメが命じた刑務所外での最初の殺人は1971年、メキシカン・マフィアの構成員であるアルフォンソ・“パチー”・アルバレス（Alfonso "Pachie" Alvarez）がモントレーパークの人通りの少ない場所で頭部に2発の銃弾を撃ち込まれて発見されたものであった。獄中のエメの指導者たちに利益を上げずに麻薬ディーラーから金を徴収していた彼の違反はギャングに「ビッグ・ホーミーズ（Big Homies）」あるいはエメロス（Emeros）として知られていた。この殺しの責任者はジョー・“ペグレッグ”・モーガン（英語: Joe "Pegleg" Morgan）であった。彼はラ・エメの悪名高い白人（クロアチア系）のゴッド・ファーザーで、彼はそれによって、「公式な」メキシコ系ではなかったにもかかわらず、エメの組織全体の最高位のボスに上り詰めた。メキシコのコカインとヘロインの売人との彼のコネクションはメキシカン・マフィアの勢力をカリフォルニア中に広げる基礎となった。1970年代に、モーガンの後継者であるロドルフォ・カデナの下で、メキシカン・マフィアはさまざまな地域団体にしばしば支配を及ぼした。ギャングはアルコール・薬物予防計画から彼らの犯罪行為へ融資するため資金をフィルターをかけることができた。メキシカン・マフィアとイタリア系アメリカ人のロサンゼルスの犯罪者一家はゲット・ゴーイング（Get Going）という納税者が資金提供する薬物治療プログラムからの脱税のために協力した。1977年までにゲット・ゴーイングの設立者エレン・デリア（Ellen Delia）は彼女のプログラムが浸透されていることに気づいた。しかし、カリフォルニア州保健福祉長官と会見する直前、1977年2月17日にデリアはサクラメント国際空港近くの車の中で殺害された。彼女の集めたゲット・ゴーイング・プログラムへのイタリア系マフィアとメキシカン・マフィアの浸透の証拠が明らかにされることはなかった。

### 1980年代
エメの幹部であるアルフレッド・アーサー・サンドヴァル、通称チャト（Chato、獅子鼻）、アリゾナ・マラビージャ（Arizona Maravilla）は、ギルバート・マルティネス（Gilbert Martinez）とアンソニー・アセベス（Anthony Aceves）を射殺した。3人目の被害者であるマニュエル・トーレス（Manuel Torres）は一命をとりとめた。レイ・ウェルズ（Ray Wells）とマリーン・ウェルズ（Marlene Wells）の夫妻もまたベルヴェディア・パーク内の自宅で銃殺された。アルフレッド・サンドヴァルもまたこれらの殺人が転機であった。現在もカリフォルニアのエメの最高幹部であるアルフレッド・アーサー・サンドヴァルは、最終的に2000年にマリーン・ウェルズ殺害による死刑判決を連邦第9巡回区控訴裁判所によって覆させた。

### 1990年代
1998年、合衆国連邦当局は、RICO法に基づき、強要、殺人、誘拐等の罪でメキシカン・マフィアの構成員と協力者22名を起訴した。逮捕された構成員の1人であるベンジャミン・“トポ”・ピーターズ（Benjamin "Topo" Peters）（アリゾナ・マラビージャ、Arizona Maravilla)は伝えられるところによると当時メキシカン・マフィアの最高位の構成員で、同僚のルーベン・“トゥピ”・ヘルナンデス（Ruben "Tupi" Hernandez）（OVS）と権力抗争中であった。別の起訴された構成員は、映画アメリカン・ミーのコンサルタントを務めた反ギャング活動家の殺害を計画したとして訴えられた。起訴は、連邦、地方、州の捜査当局の2年に及ぶ調査を記録した

### 2000年代
2006年、メキシカン・マフィアの構成員たちに対し36の容疑で連邦裁判所に起訴状が提出された。申し立てられた配下のラテン系ストリートギャングへの暴行、薬物取引、強要などの罪状であった。 起訴状によると、メキシカン・マフィア構成員は連邦と州の両刑務所内に、暴力や暴力への恐怖を通して影響を及ぼしていたという。ギャングの構成員と協力者は 刑務所の内外で犯罪組織に固く忠誠を誓っており、特にロサンゼルスやサンディエゴ等の南カリフォルニアの都市で顕著であった。ギャングは南カリフォルニア中のチカーノ・ギャングに対して、そのメンバーへの監禁などの暴力への恐怖を通して影響力を与えていた。保護「税」をメキシカン・マフィアに払わないギャングと薬物販売人は殺されたり殺害予告をされたりした。1日に23時間独房に監禁されたメキシカン・マフィアの幹部たちは、しかしそれでもなお刑務所内に張り巡らされた配管を通した手紙で、協力者たちと連絡を取ることができた。 メキシカン・マフィアの第1目標は、組織のある全地域の薬物流通を支配することであった。

### 2010年から現在
2012年初頭、サンディエゴ郡のギャング構成員119名が起訴され、その中には警察の抜き打ち捜査によってサンマルコスの自宅で逮捕されたメキシカン・マフィアのボスが含まれており、ノース・カントリー（英語: North County (San Diego area)）における薬物販売を支配しヴィスタ拘置所内にまで広がった複雑かつ組織化された犯罪ネットワークが浮き彫りになった。ルディ・エスプード（Rudy Espudo）はヒスパニック・ギャングを支配下に置いており、薬物販売人にラ・エメへのみかじめ料を払うか、さもなくば問題に直面するよう強要していた。地元のギャングは麻薬をメキシカン・マフィアに売るためにヴィスタ拘置所内に持ち込んだ。ノース・カントリーではラ・エメはスレーニョスに命じて地元の薬物販売人からみかじめ料を取り立てた。メキシカン・マフィアに協力する アズーサ13（英語: Azusa 13）の構成員は2011年に南カリフォルニアにおける黒人への嫌がらせや脅迫の罪で起訴された。